# Congost de Humahuaca
El congost d'Humahuaca és un profund i estret solc d'origen tectonicofluvial ubicat a Jujuy, al nord-oest argentí.
El congost està recorregut pel riu Gran, subafluent del riu Paraguai. Pertany a la subregió de la serralada Oriental, i es troba limitada per dos cordons: l'occidental i l'oriental.
Presenta un marcat rumb nord-sud, i cada vegada té major l'altura cap al nord. Per això se la considera una via d'accés natural cap a la Puna, funció amb què va ser utilitzada des de temps amerindis.

## Fisiografia

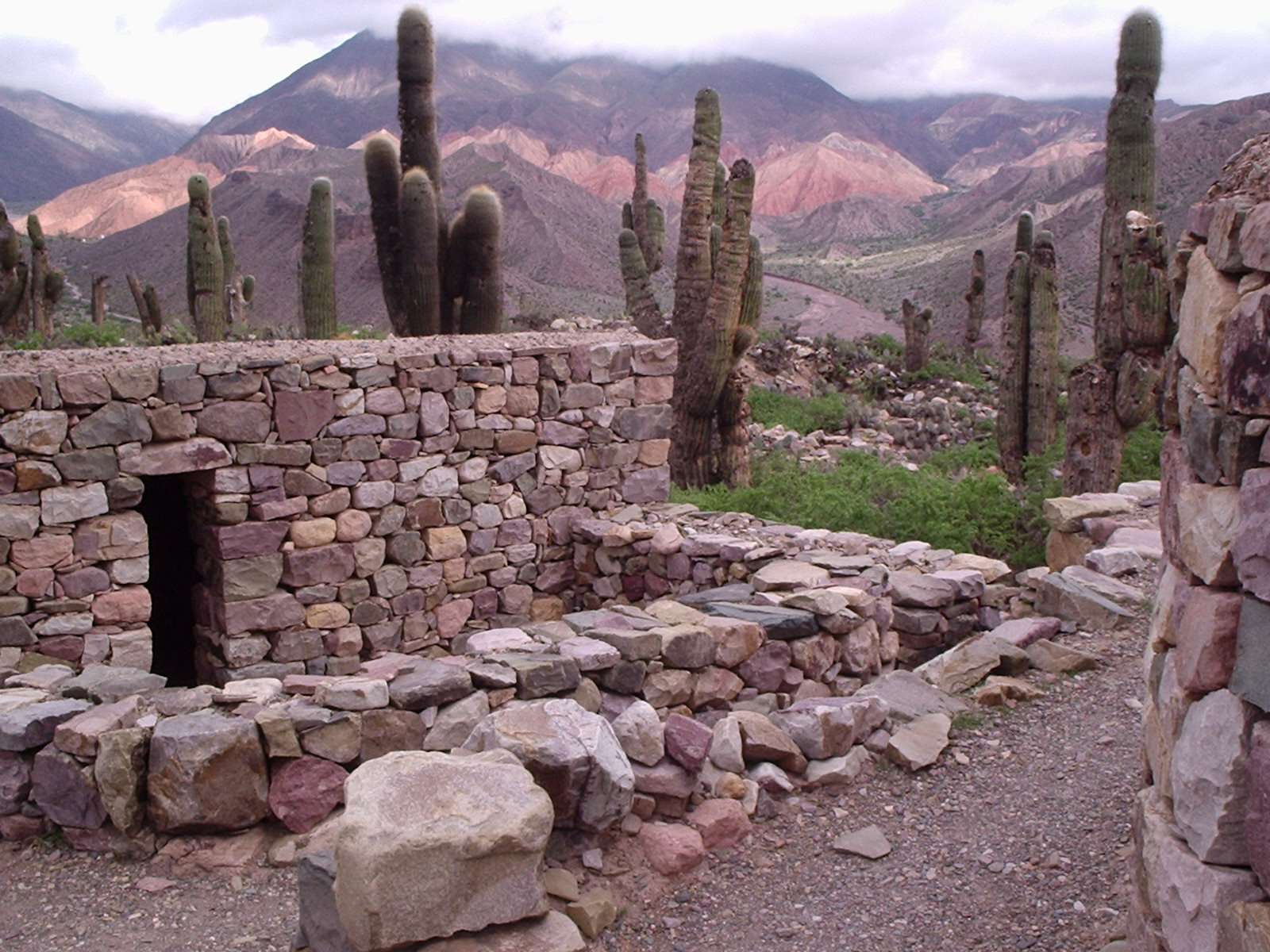
Tilcara

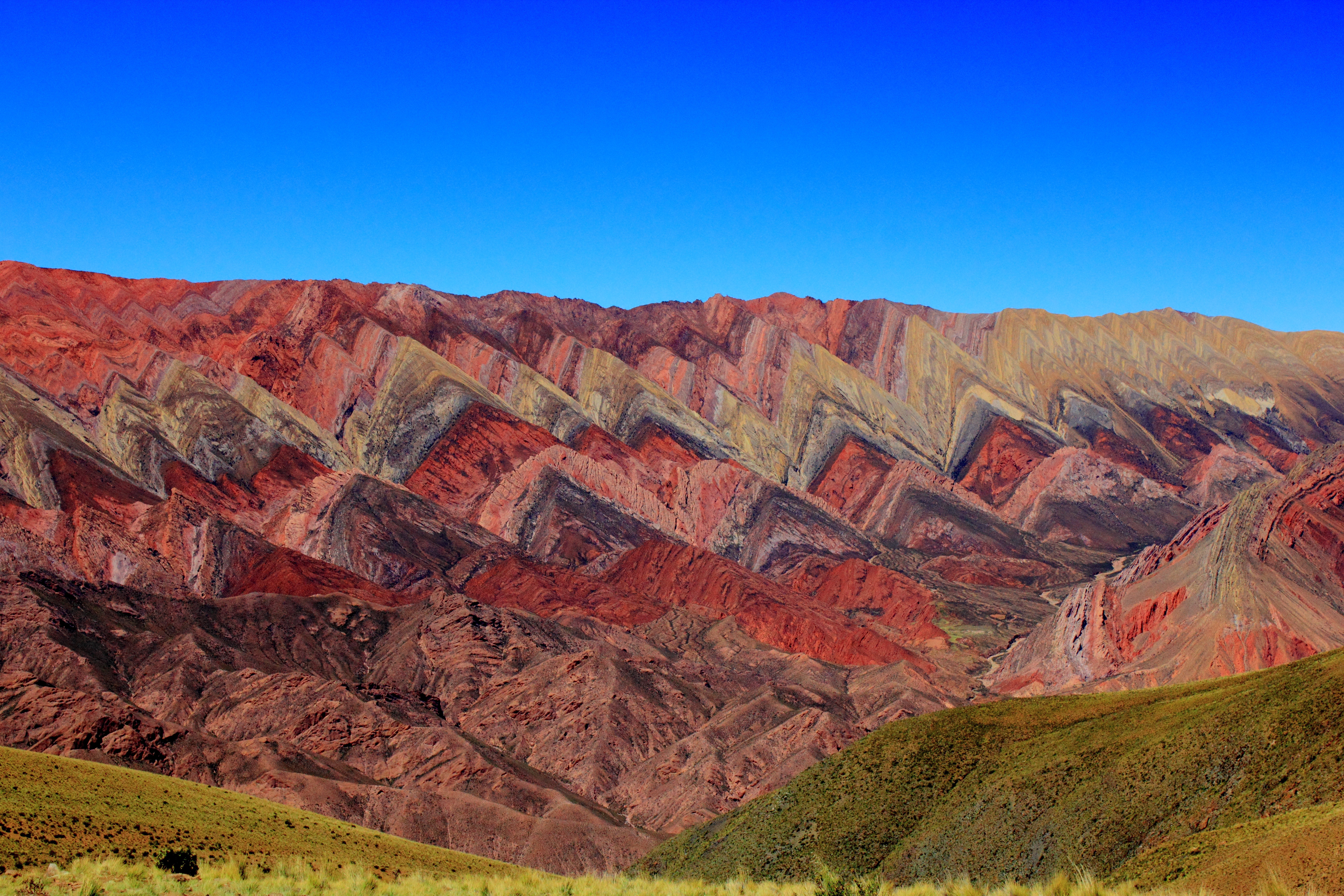
Hornocal

El congost és una zona àrida de gran bellesa paisatgística i molt rica en patrimoni cultural, que s'evidencia en les localitats que l'acompanyen de sud a nord: Bárcena, Volcà, Purmamarca -on destaca el Tossal dels Set Colors-, Maimará, Tilcara, Perchel, Huacalera, Uquía, Humahuaca i Tres Encreuaments. Les condicions climàtiques fan que l'hivern, fresc i sec, sigui l'estació ideal per visitar-la.

## Toponímia
Existeix una toponímia alternativa que atribueix el nom a l'idioma runa simi (quítxua) en la forma: Huma - uaka, amb el significat de 'cap' (huma) i 'tresor' (uaka, huaka), però la denominació huaca, guaca, huakka per a tresor és postcolombina a la regió i deriva del quítxua huakcha: 'solitari, orfe', algú fora de la circulació social parental de l'ayllu, de manera que encara que (com sol ocórrer) existeix una paranomàsia que sembla "explicativa" lluny està de ser l'etimologia originària, i l'etimologia originària es troba en l'autoetnònim de l'antiga ètnia omaguaca, l'autodenominació de tal ètnia encara és de difícil verificació, encara que tradicionalment es relaciona amb el conjunt arawak (una possible mutació fonèmica de arawak, ja que, en efecte, l'ètnia omaguaca va ser el producte d'una mixogènesi que va incloure els chané -la parcialitat arawak més meridional-, als lickanantai, chichas i paziocas (o "diaguitas").

## Història i cultura
El Congost de Humahuaca va ser declarat Patrimoni de la Humanitat el juliol de 2003 per la Unesco, per ser una combinació de meravellosos paisatges, els nombrosos caserius, pobles i ciutats que conserven molts vestigis precolombins i colonials, com així també la seva mil·lenària cultura omaguaca. També hi ha llocs com el paratge d'"Inca Cova" (nom relativament modern) on es van trobar senyals (petroglifos, pedres tallades, etc.) l'antiguitat del qual s'estima en 10 mil·lennis.
Al congost d'Humahuaca, encara hi ha els descendents dels primers pobladors, autodenominats pobles originaris, i habiten coexistint amb la natura, la Pacha Mama ('Mare Terra'), el déu del tro, el llamp i tots els éssers vius que respecten. Gràcies al fet que van mantenir la seva cultura els inques no els van instituir la seva del déu del Sol.
Va ser escenari de molts combats lliurats durant la Guerra de la Independència i durant la guerra contra la confederació Peruanoboliviana.
Entre els seus atractius hi ha el monòlit que indica l'encreuament del tròpic de Capricorn i el Pucará de Tilcara, fortificació construïda pels primitius pobladors, erigida al cim de les muntanyes.